# 榎本麗美
榎本 麗美（えのもと れみ、1983年2月13日 - ）は、フリーアナウンサー。元西日本放送アナウンサー。

## 来歴
千葉県出身。江戸川女子高等学校、帝京大学理工学部バイオサイエンス学科卒業後、2005年4月に西日本放送（RNC）アナウンス部へ入社した。2007年9月30日付けでRNCを退社し、以降フリーアナウンサーとして活動している。2012年7月以降はオーケープロダクションに所属していた。
2013年6月から日テレNEWS24のキャスターを務める。2017年3月末をもって業務停止したオーケープロダクションからノースプロダクションへ移籍した。
「宇宙キャスター」を自称し、JAXAと民間企業の研究開発プログラム「J-SPARC」のナビゲーターを務めるほか、宇宙をテーマとしたアクセサリーブランドも展開している。2021年6月、宇宙を楽しむコミュニティ「そらビ」を発足、アドバイザーには宇宙飛行士の山崎直子が就任した。2022年4月12日より一般社団法人に移行した。

## 出演

### 現在

#### テレビ
- 日テレNEWS24（CS日テレ、2013年6月 - ）- キャスター
  - 月曜15時 - 火曜0時（月曜深夜）[注 2]（Late Afternoon News、Evening News、Daily Planet）[9]
- おはスタ（テレビ東京、2023年4月 - ）- 火曜レギュラー。「宇宙キャスターレミねぇ」として出演。

### 過去

#### テレビ
西日本放送時代
- RNCワイドニュースプラス1お天気コーナー（水曜担当）
- RNC News リアルタイムお天気コーナー（木曜担当）
- 情報あ〜る!!（金曜担当）
- とことん!土曜〜び!!
- スーパーダンクTV! - メインキャスター
- RNCニューススポット

フリー転向後
- 知りたがり! 花王 生CM（フジテレビ）
- ビートたけしのTVタックル（テレビ朝日）[1]
- 医食同源バラエティ美食ワンダーワールド（フジテレビ、2008年9月6日）[10]
- モクスぺくりぃむ世界（秘）特ダネ仰天そのウソ・ホント（日本テレビ、2008年10月30日）[1]
- サクセス登龍門～夢へ！学ビジョン～（BS11、2011年7月 - 2013年7月）
- スーパーニュース（フジテレビ、2012年3月23・28日）- 「今日の特集」コーナー内グルメリポーター[11][12]
- TOKYOインフォメーション（TOKYO MX、2013年10月 - 2016年9月）- 木・金曜担当[1]
- モーニングCROSS（TOKYO MX）- アシスタントMC、「週刊アスモノ」「外国人百景」コーナーキャスター[1]
- カイロスのテーブル（CS AXNミステリー、2014年）- アシスタントMC
- 賢者の選択（BS12、2014年7月13日）- アシスタントMC[1]
- 衆院選'17 この国のかたち（CS日テレ、2017年10月22日）- MC[1]
- 真相解説！仮想通貨ニュース！（BS11、2018年11月1日 - 2019年4月25日）- アシスタントMC[1]
- 有吉反省会（日本テレビ、2019年3月30日）[1]
- 踊る!さんま御殿!!（日本テレビ、2019年10月1日）[1]

日テレNEWS24関連
- タイムライン（火曜）
- 午後いちニュース（祝日の場合はニュース30+）
- the SOCIAL（木曜）[13]

#### ラジオ
- RNCニュース（西日本放送ラジオ）- 土曜夕方担当
- えのくず☆ブギウギ（西日本放送ラジオ）
- 浜松町一丁目文化食堂（文化放送、2008年11月 - 2009年）- 食レポーター
- センパツ!（文化放送、2010年）- 東京散歩道リポーター[1]
- クロノス（TOKYO FM、2017年11月8日）[1]
- GROOVE LINE（J-WAVE、2021年10月13日）[14]